# Kopenhagen
Kopenhagen (Deens: København uitspraakⓘ) is de hoofdstad van Denemarken. In 2022 telde de gemeente Kopenhagen 647.509 inwoners, waarmee het de grootste gemeente van Denemarken is. Midden in de gemeente Kopenhagen ligt de geheel omsloten stadsgemeente Frederiksberg.
Frederiksberg is qua oppervlakte de kleinste gemeente van Denemarken, maar met meer dan 100.000 inwoners vormt het een aanzienlijk deel van de bevolking in de centrale delen van Kopenhagen. Frederiksberg werd in 1901 "omsingeld", nadat verschillende andere gemeenten in Kopenhagen waren opgenomen. De regio Hoofdstad heeft 1.366.301 inwoners (2022)
Er zijn verschillende andere districten, die niet zijn opgenomen in de eigenlijke stad. Bijvoorbeeld: Hellerup, Gladsaxe en Tårnby. In ieder geval na de Tweede Wereldoorlog hebben de Deense demografisch-statistische autoriteiten ernaar gestreefd Kopenhagen kleiner te maken dan zijn werkelijke omvang. Met voorsteden heeft Kopenhagen iets minder dan 3 miljoen inwoners - en met de dichtstbijzijnde Zweedse steden (bijv. Malmö, Lund, Trelleborg, Landskrona en Helsingborg), bereikt de bevolking rond de Øresund tot meer dan 3,5 miljoen inwoners, en met Kopenhagen in het midden. Malmö wordt soms zelfs als een stadsdeel van Kopenhagen beschreven. Malmö heeft daarom ook de bijnaam "København M" (Kopenhagen M)
Kopenhagen ligt aan de oostkust van het eiland Seeland (Sjælland) en op het eiland Amager. De stad ligt aan de Sont (Øresund). Aan de overzijde van deze zeestraat ligt de Zweedse stad Malmö, die sinds 2000 met Kopenhagen is verbonden door de Sontbrug. Naast parlementszetel en residentie is Kopenhagen ook het culturele en economische centrum van Denemarken.
De stad werd gesticht in de middeleeuwen en werd aan het eind van de middeleeuwen de hoofdstad van Denemarken. De naam Kopenhagen gaat terug op Købmandshavn, dat "Koopmanshaven" betekent. De benaming Koopmanshaven is echter geen accurate omschrijving meer van de stad: Kopenhagen is geen havenstad meer en ook de industrie is grotendeels vertrokken. Anno 2015 is Kopenhagen voornamelijk een dienstenstad. In het Latijn is de naam van de stad Hafnia, een naam die in 1923 ook aan het scheikundig element hafnium werd verbonden.

## Geschiedenis

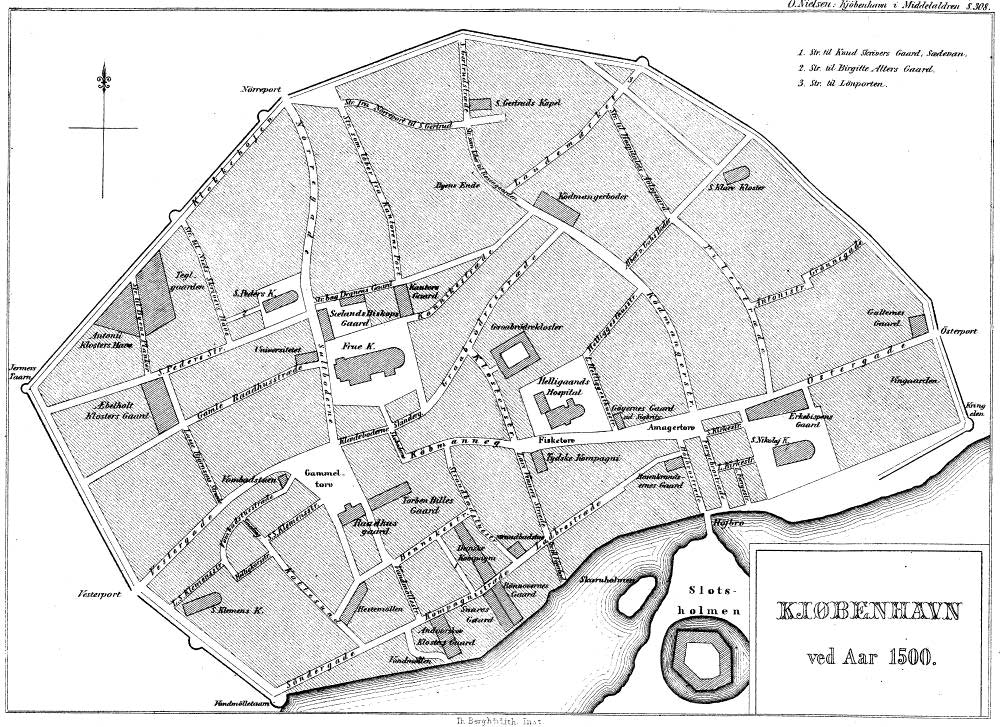
Reconstructie van Kopenhagen omstreeks 1500

De stad is omstreeks het jaar 1000 gesticht door Sven Gaffelbaard of Knoet de Grote. Als oprichtingsdatum wordt echter meestal het jaar 1167 gehanteerd. In dat jaar vestigde bisschop Absalon in de stad een burcht op de plaats waar later Christiansborg verrees.
Gedurende vele jaren was de stad gesitueerd in het midden van het rijk van de Deense koningen. Het koninkrijk bevatte toen, naast de huidige Deense provincies ook Skåne, Halland en Blekinge die tegenwoordig aan Zweden toebehoren. In Kopenhagen werd er gehandeld met haringen en er werd gevaren tussen de stad en Skåne. Tijdens de jaren 1100 werd "Havn" (Haven), zoals Kopenhagen toen werd genoemd, belangrijker en dankzij de pas opgerichte domkerken te Roskilde en Lund (in het zuiden van het huidige Zweden) kreeg de stad een zeer centrale plaats. Kopenhagen was midden tussen deze verkeers- en handelsknooppunten gelegen.
In 1167 werd de stad aan bisschop Absalon overgedragen. Hij bouwde daar zijn "Borg ved Havn" (Burcht bij de Haven). Sindsdien heeft Kopenhagen een belangrijke rol in de geschiedenis van Denemarken gespeeld, niet altijd als hoofdstad, maar wel als een van de belangrijkste Deense steden. In de eerste helft van de 15e eeuw werd Kopenhagen de hoofdstad van Denemarken. Belangrijk voor de werkgelegenheid van de stad was het bouwen van de toen moderne, grote oorlogsschepen (galjoenen). In de eerste helft van de 17e eeuw bloeide de stad op onder Christiaan IV.

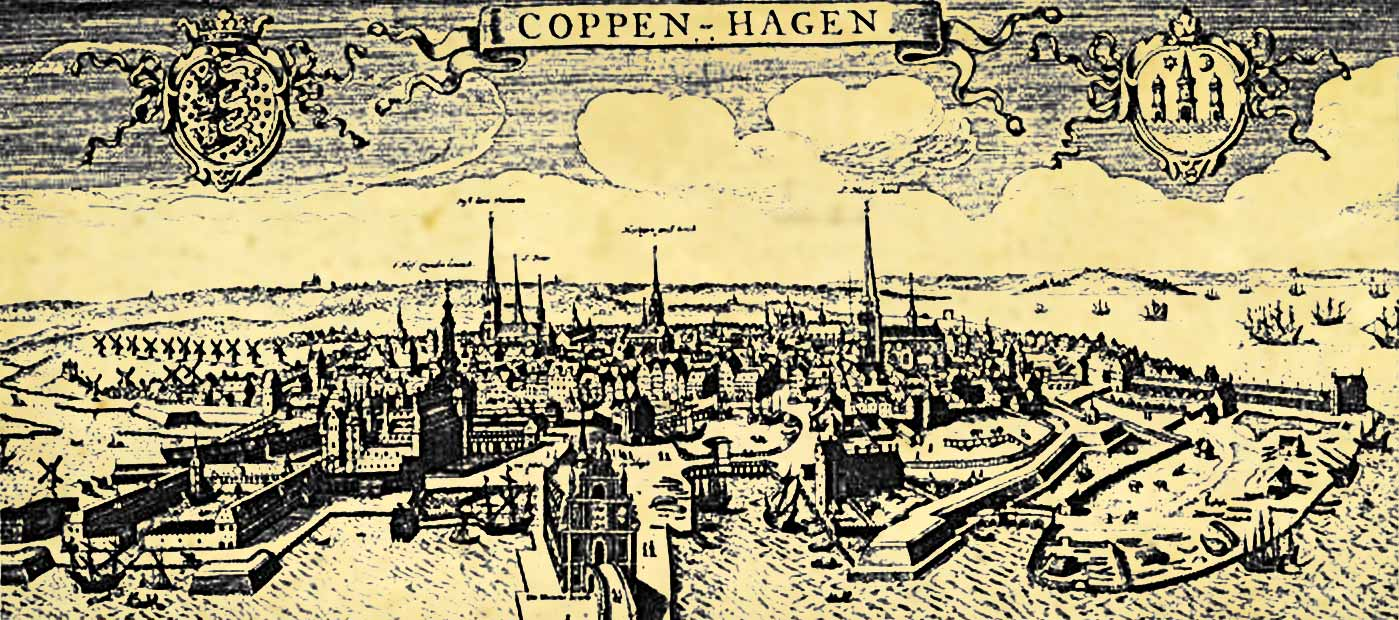
Gravure van Kopenhagen uit 1650

Van 1658 tot 1659 doorstond de stad een beleg door de Zweden onder koning Karel X Gustaaf.
Tijdens de Napoleontische Oorlogen stond het neutrale koninkrijk Denemarken en Noorwegen onder Franse druk en kreeg Kopenhagen te maken met twee Britse aanvallen. In 1801 streed de Deense vloot tegen de Engelse vloot onder admiraal Nelson buiten de haven van Kopenhagen (Slaget på Reden). De Britse vloot kwam terug in 1807 en beschoot de stad van 16 augustus tot en met 5 september, naar eigen zeggen om te voorkomen dat de Denen hun vloot aan Napoleon ter beschikking zouden stellen. Toen honderden Congreveraketten het stadshart verwoestten en terreur zaaiden onder de bevolking, capituleerde Denemarken. Als onderdeel van de voorwaarden moest het zijn vloot uitleveren aan de Britten.
Ten westen van Kopenhagen werd in 1887-88 het Vestingkanaal (Deens: Fæstningskanalen) met stellingen gegraven, om het vlakke landschap te kunnen verdedigen bij vijandelijke aanvallen.
Tijdens de Tweede Wereldoorlog bleef Kopenhagen met de rest van Denemarken door Duitse troepen bezet tot de bevrijding op 5 mei 1945. Vele gebouwen werden tijdens de bezetting vernield, waaronder het Shell-gebouw in de binnenstad, dat door de Gestapo als hoofdkwartier werd gebruikt. Het werd door Britse vliegtuigen gebombardeerd op 21 maart 1945. Ongelukkigerwijze werd bij deze aanval door een fout ook de Franse school in Frederiksberg geraakt, waarbij een groot aantal kinderen om het leven kwam. Veel fabrieksgebouwen in Kopenhagen werden door de Deense verzetsbeweging opgeblazen.
In maart 1985 trof een landelijke stakingsgolf de stad, waarbij straten en bruggen door arbeiders werden geblokkeerd en het tot botsingen kwam met de oproerpolitie. Verzet van krakers en demonstranten inzake het EU-referendum leidde in mei 1993 tot de ernstigste rellen in tientallen jaren, met name in de wijk Nørrebro. Ook in november 1999 kwam het tot rellen en plunderingen in deze volkswijk. Krakersrellen waren er evenzo in maart 2007.
In 1996 was Kopenhagen gekozen als de culturele hoofdstad van Europa. Het Eurovisiesongfestival vond in 1964, 2001 en 2014 plaats in Kopenhagen en de MTV Europe Music Awards werden in 2006 eveneens in de stad uitgereikt. Van 7 tot 18 december 2009 was Kopenhagen gastheer van de klimaatconferentie COP15.

## Geografie

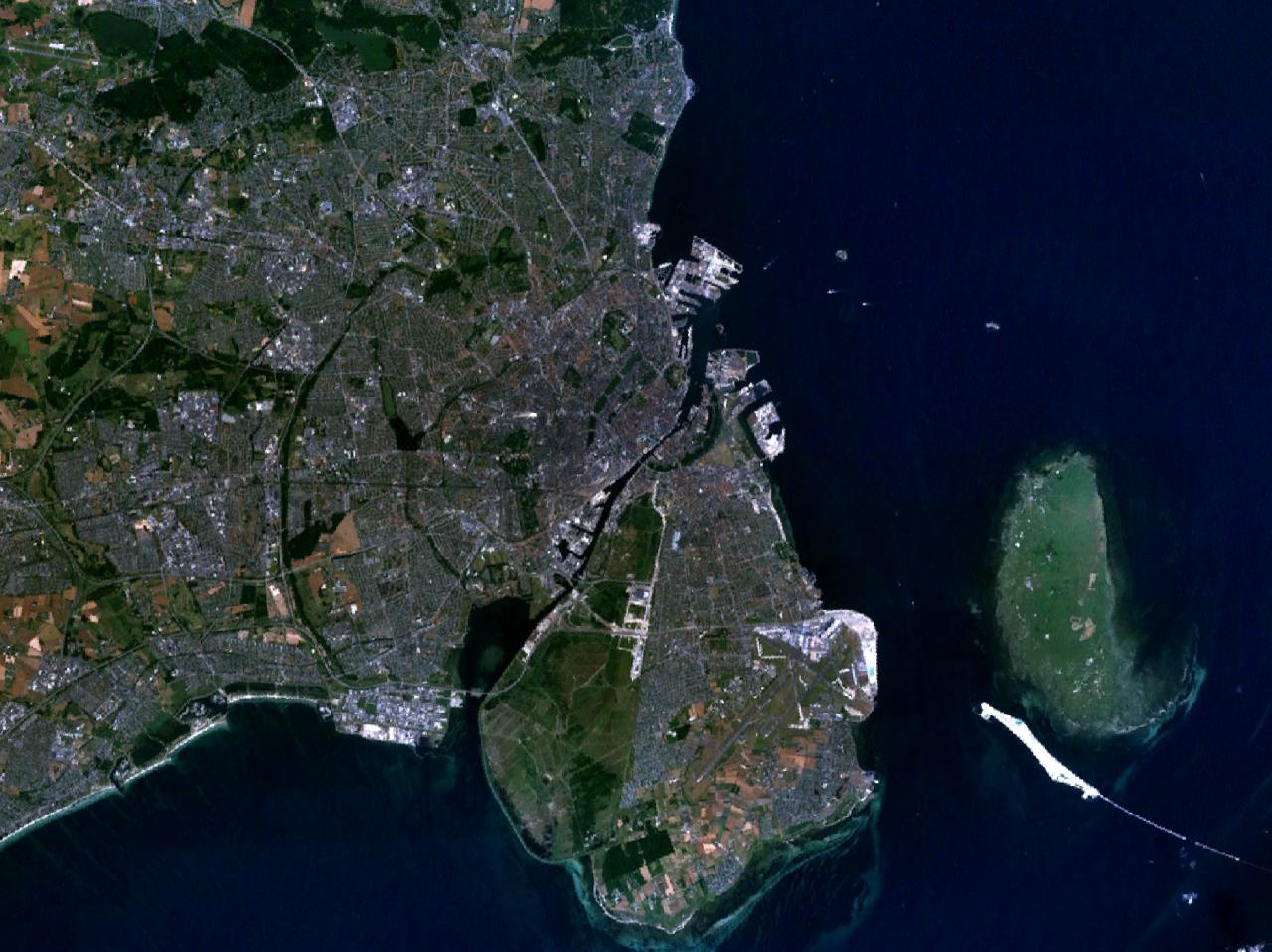
Satellietfoto van Kopenhagen en omgeving

Kopenhagen bevindt zich op de oostkust van het eiland Seeland en op het kleinere eiland Amager. De eilanden zijn verbonden door een aantal bruggen. Ten oosten van de stad ligt de zeestraat de Sont en aan de overzijde van deze waterweg ligt de Zweedse stad Malmö in de provincie Skåne län. Samen met enkele andere Deense en Zweedse steden aan of bij de Sont vormen Kopenhagen en Malmö de Sontregio.
De gemeente Kopenhagen omvat niet de gehele stad Kopenhagen, maar slechts een deel daarvan. De gemeente heeft een oppervlakte van ca. 90 km² en ruim 518.000 inwoners. Binnen de gemeente Kopenhagen ligt als een enclave de gemeente Frederiksberg. Het verstedelijkte gebied in en rond Kopenhagen, Groot-Kopenhagen, wordt in het Deens aangeduid als Hovedstadsområdet ("Hoofdstadgebied") en bestaat uit Kopenhagen, Frederiksberg en 16 andere gemeenten. Hovedstadsområdet heeft een oppervlakte van ongeveer 400 km² en telde anno 2008 1.153.615 inwoners.
De bebouwing van Kopenhagen vertoont een zogeheten 'vingerstructuur'. Tussen de vijf 'vingers' van bebouwing liggen groene stroken en autowegen. Ook het S-tog-netwerk is afgestemd op deze structuur.

## Stadsbeeld
De meeste monumentale panden in Kopenhagen dateren uit de 17e eeuw, toen onder Christiaan IV de stad werd verfraaid. De binnenstad is ruim van opzet.
De buitenwijken van Kopenhagen waren opgezet om de grote woningnood te verlichten. Het betreft de wijken Østerbro ("Oosterbrug"), Vesterbro ("Westerbrug") en Nørrebro ("Noorderbrug"). Vesterbro is bekend van het amusementspark Tivoli, Østerbro als statige wijk waar families met kinderen wonen en Nørrebro als volkswijk met kleine winkels van vele nationaliteiten. Zowel Vesterbro als Nørrebro hebben een metamorfose ondergaan, waarbij Nørrebro een van de hipste uitgaanswijken is geworden. Østerbro wordt als mooiste van de drie "brugwijken" gezien.
Dat de stad bleef groeien en daardoor land bleef opslokken, leidde ertoe dat een andere stad, genaamd Frederiksberg, helemaal werd omsloten door zowel Nørrebro als Vesterbro. Hierdoor is Frederiksberg eigenlijk een eilandstad binnen de grenzen van Kopenhagen geworden. Frederiksberg is geen deel van Kopenhagen, het heeft zijn eigen bestuur en stadhuis. Als men van Vesterbro naar Nørrebro rijdt, kan men de borden "Welkom in Frederiksberg" en "Tot ziens in Frederiksberg" tegenkomen.
Strøget (zie tweede foto) is de bekendste winkelstraat van Kopenhagen. Hier zijn nationale nijverheidsproducten verkrijgbaar en daarnaast vindt men er de internationaal bekende winkels. Deze winkelstraat begint bij het Raadhuis (Rådhus), maar vanaf Nytorv (aan de Nørregade) start de echte winkelstraat die doorloopt tot aan Kongens Nytorv waar het koninklijk theater is gesitueerd.
In de haven staat het beeld van de kleine zeemeermin (Den lille havfrue). Dit beeldje is geïnspireerd op het sprookje van de Deense schrijver Hans Christian Andersen. Dit beeldje is niet het enige in Kopenhagen: overal in de stad vindt men standbeelden aan de openbare weg en in parken. Daarnaast heeft Kopenhagen een behoorlijk aantal musea.
De fontein van Gefion of Gefjun (1908) is het grootste monument in Kopenhagen en is niet ver van het beeld van Hans Christian Andersens kleine zeemeermin geplaatst. Ontwerper is Anders Bundgård. De fontein was een cadeau van het Carlsbergfond aan de stad Kopenhagen. Oorspronkelijk was het gepland voor de Rådhusplads, maar het staat uiteindelijk aan het einde van de Amaliegade tegenover Kastellet, de vesting van Kopenhagen.
Nyhavn (de nieuwe haven) is, naast de kleine zeemeermin, een toeristische trekpleister. Opvallend is de bontgekleurde huizenrij in verschillende kleuren, aan de Nyhavn, vanwaar ook de kanaalboten vertrekken. In een van de gekleurde huizen heeft Hans Christian Andersen gewoond.
Een wat eigenzinnig stukje van Kopenhagen is de hippiewijk Vrijstad Christiania, in 1971 opgericht op het terrein van een verlaten kazerne. In 2011 besliste het Hooggerechtshof dat het gekraakte terrein eigendom is van de Deense staat en niet van de bewoners.

## Bezienswaardigheden
- Begraafplaats Assistens
- Carlsberg Brouwerij
- Vrijstad Christiania
- Danmarks Akvarium
- Nyhavn, met het museumschip Gedser Rev
- De kleine zeemeermin
- Øksnehallen
- Operagebouw van Kopenhagen
- Planetarium & Omnimaxtheater
- Rådhuset
- Rundetårn (Ronde toren)
- Science Center Experimentarium
- pretpark Tivoli
- attractiepark Dyrehavsbakken
- Koninklijke bibliotheek
- Grundtvigskirke

### Musea
Kopenhagen
- Dansk Jødisk Museum, Joodse geschiedenis in Denemarken
- Davids Samling, Islamitische kunst
- Designmuseum Danmark, vormgeving en toegepaste kunst
- Hirschsprungske Samling, 19e-eeuwse schilderkunst
- Krigsmuseet, oorlogsmuseum
- Københavns Museum, geschiedenis van de stad
- Nationalmuseet (Nationaal Museum), grote cultuurhistorische collectie
- Ny Carlsberg Glyptotek, onder meer klassieke beeldhouwkunst en 19e- en 20e-eeuwse schilderkunst
- Museum Rosenborg Slot, collectie Deens Koningshuis, waaronder kroonjuwelen
- Statens Museum for Kunst, grote collectie internationale beeldende kunst
- Statens Naturhistoriske Museum, natuurhistorisch museum
- Thorvaldsens Museum, gewijd aan Bertel Thorvaldsen

Omgeving
- ARKEN in Ishøj, moderne kunst
- Frilandsmuseet in Kongens Lyngby, openluchtmuseum
- Karen Blixen Museum in Rungstedlund (Hørsholm), gewijd aan Karen Blixen
- Louisiana in Humlebæk, moderne kunst
- Det Nationalhistoriske Museum Frederiksborg Slot in Hillerød, geschiedenis van Denemarken
- Ordrupgaard in Charlottenlund (Gentofte), Deense en Franse schilderkunst van rond 1900
- Øregaard Museum in Hellerup (Gentofte), Deense schilderkunst gericht op Kopenhagen en omstreken

### Kastelen
- Amalienborg, koninklijk paleis
- Christiansborg, centrum van parlement en regering
- Rosenborg, stadspaleis
- Kastellet, vestingwerk

## Verkeer en vervoer
Kopenhagen heeft brede fietspaden en een fietsdeelsysteem. Het staat hoog in de Copenhagenize Index van fietsvriendelijke steden in de wereld.
De S-tog (het stadsspoornet), de in 2002 geopende en in 2019 sterk uitgebreide automatische metro en het fijnmazige buslijnennet vormen het ov-netwerk van Kopenhagen. Dat presenteert zich sinds 2015 onder de overkoepelende benaming DOT - Din Offentlige Transport (Jouw Openbaar Vervoer). De treinverbindingen met de rest van het land worden (evenals de S-tog) geëxploiteerd door DSB.
De stad is sinds de zomer van 2000 met Malmö in Zweden verbonden door de 18 kilometer lange Sontbrug (Øresundsbroen), een gecombineerde brug en tunnel. Hierdoor is het mogelijk om rechtstreeks per trein of auto naar Zweden te reizen. De luchthaven Kastrup is het grootste vliegveld in Scandinavië met dagelijkse verbindingen zowel binnen als buiten Europa.

## Sport
- In 1992 zijn de voetbalclubs Kjøbenhavns Boldklub en Boldklubben 1903 gefuseerd en verder gegaan onder de naam FC Kopenhagen, inmiddels veelvoudig landskampioen. De club speelt haar wedstrijden in het stadion Parken, tevens de thuisbasis van het nationaal Deens voetbalelftal.
- Kopenhagen is in juni 2021 speelstad geweest bij het Europees kampioenschap voetbal 2020. De wedstrijden zijn in Parken gespeeld.
- In Kopenhagen vonden vijf keer de wereldkampioenschappen wielrennen plaats, in 1931, 1937, 1949, 1956 en 2011.
- In 2018 was Kopenhagen speelstad bij het in Denemarken georganiseerde wereldkampioenschap ijshockey.
- Kopenhagen organiseert jaarlijks twee atletiekwedstrijden, sinds 1980 de marathon van Kopenhagen en sinds 2015 de halve marathon van Kopenhagen, de op een na snelste halve marathon in de wereld.
- Op 1 juli 2022 organiseerde Kopenhagen de Grand Départ van de Ronde van Frankrijk[3]. Kopenhagen is op dat moment de noordelijkste plaats waar de Ronde van Frankrijk ooit is gestart.

## Zustersteden en partnersteden
- Peking (China); zusterstad sinds 2012[4]
- Parijs (Frankrijk)[5]
- Reykjavik (IJsland)[6]
- Campeche (Mexico)

## Bekende inwoners van Kopenhagen
- Lijst van personen uit Kopenhagen

## Bijzondere gebouwen

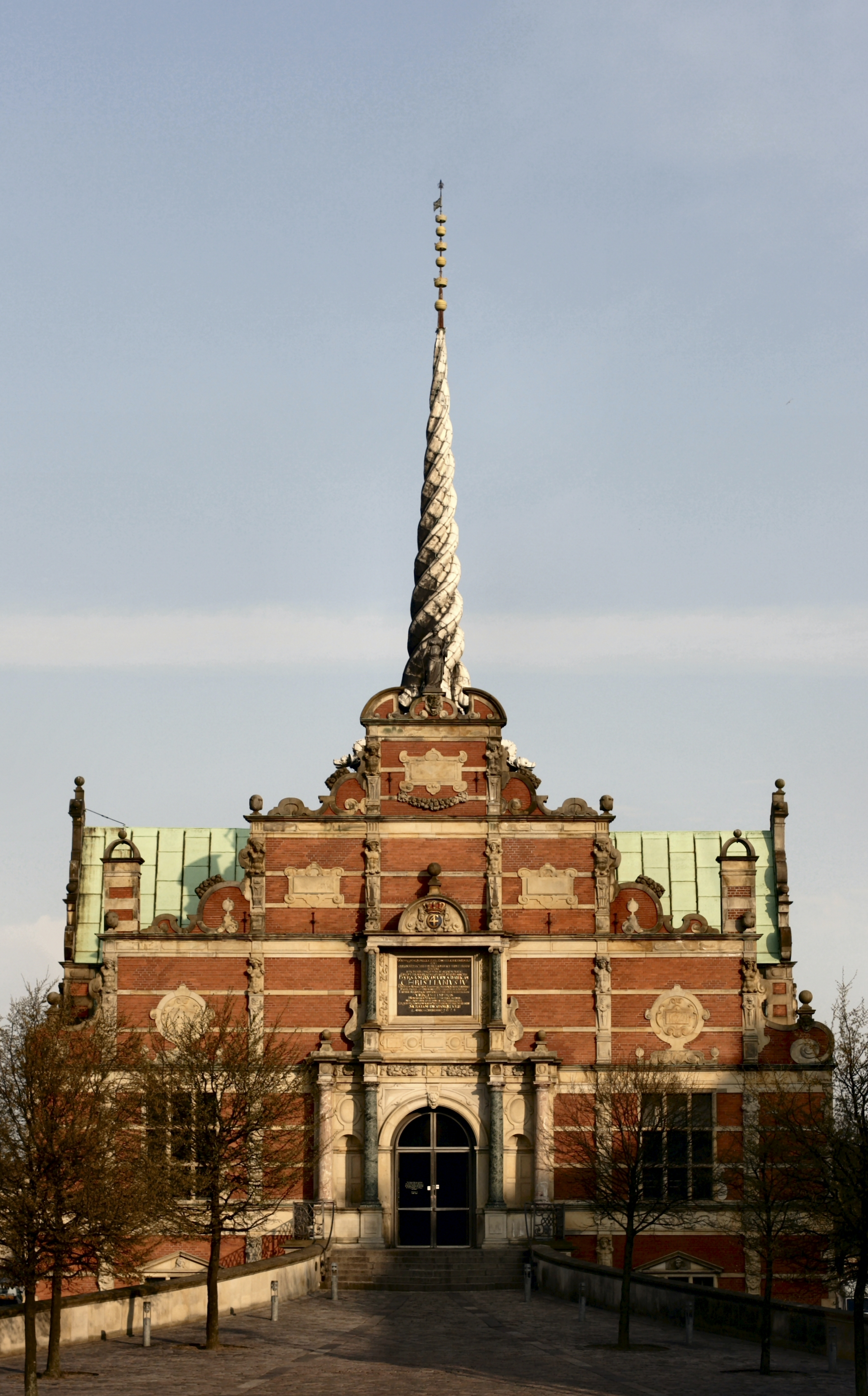
Beursgebouw met gedraaide toren
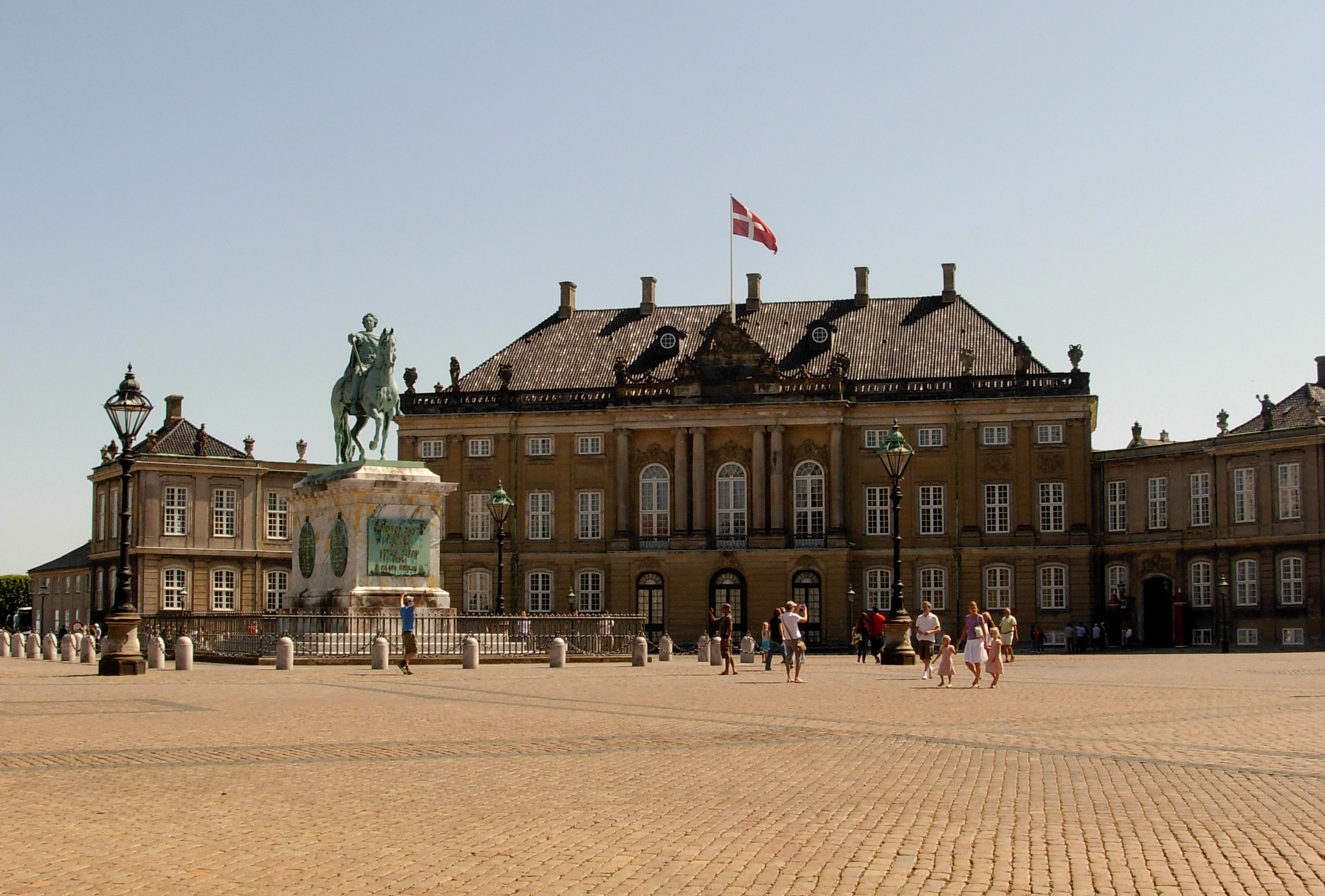
Amalienborg
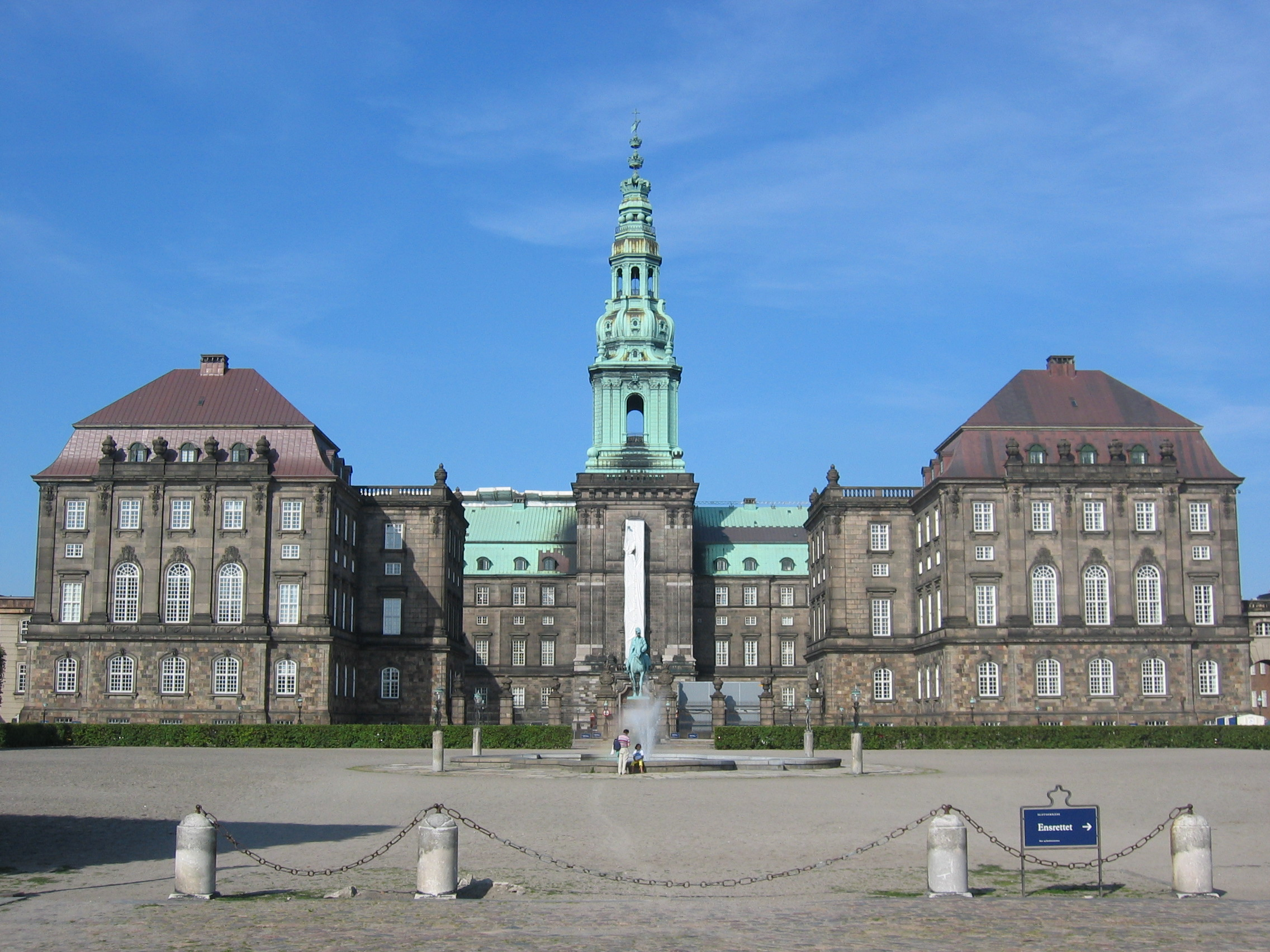
Slot Christiansborg, centrum van regering en parlement
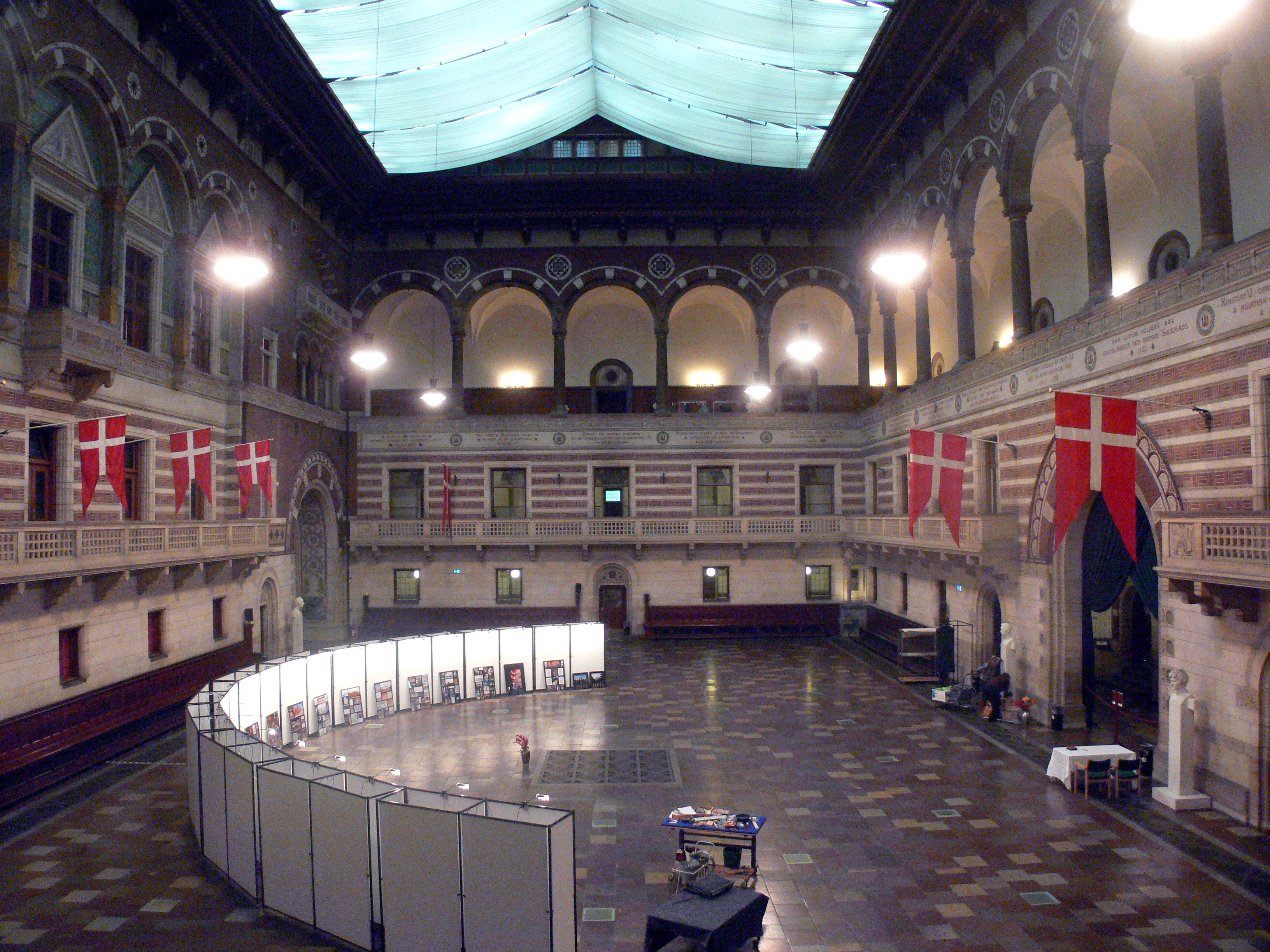
Stadhuis, interieur
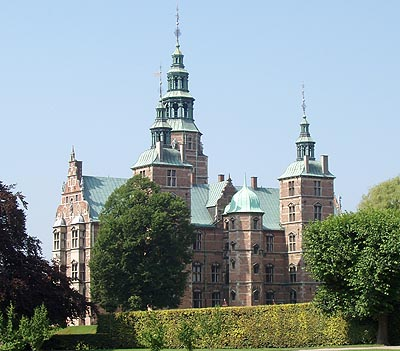
Rosenborg
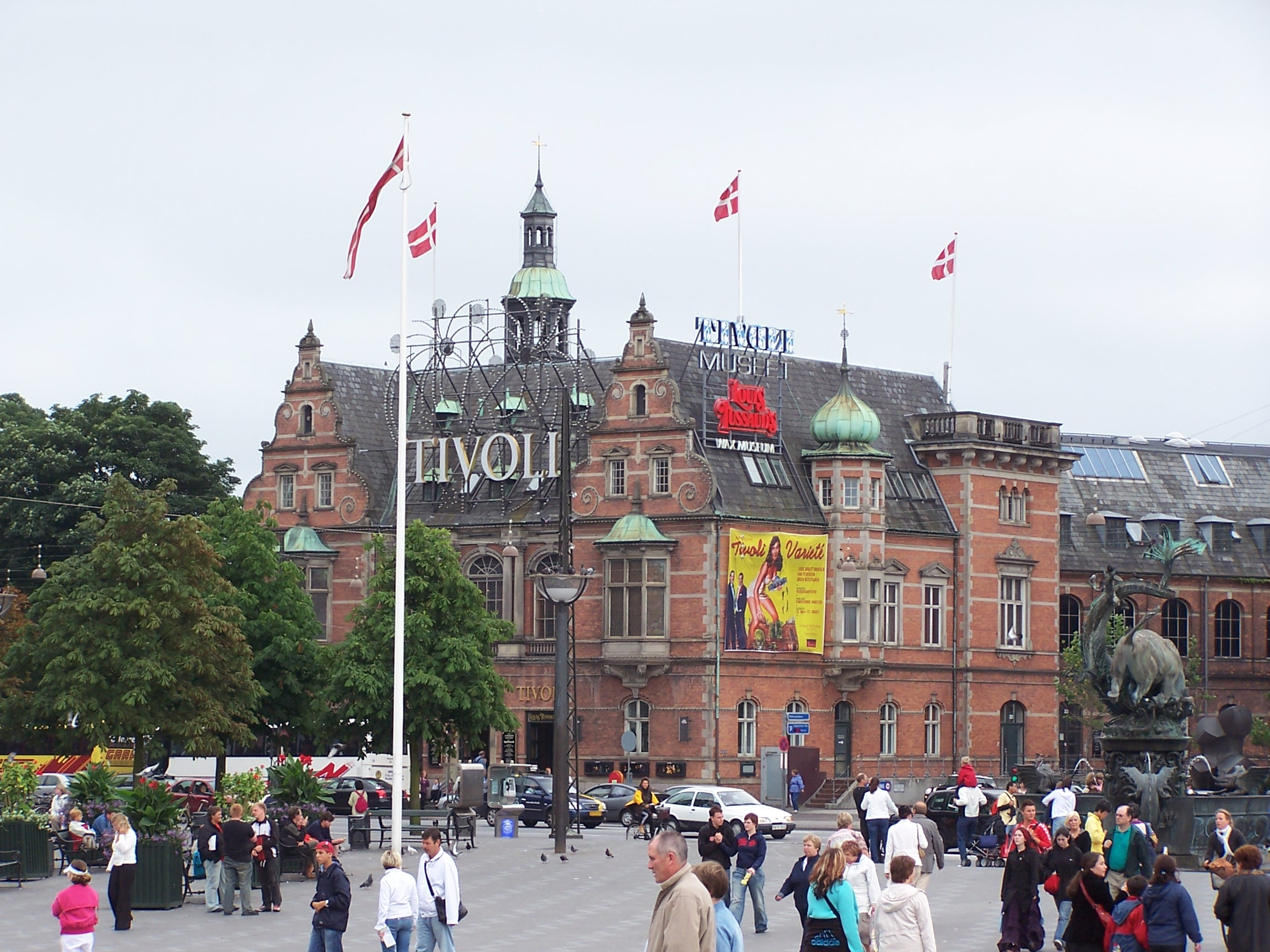
Tivoli
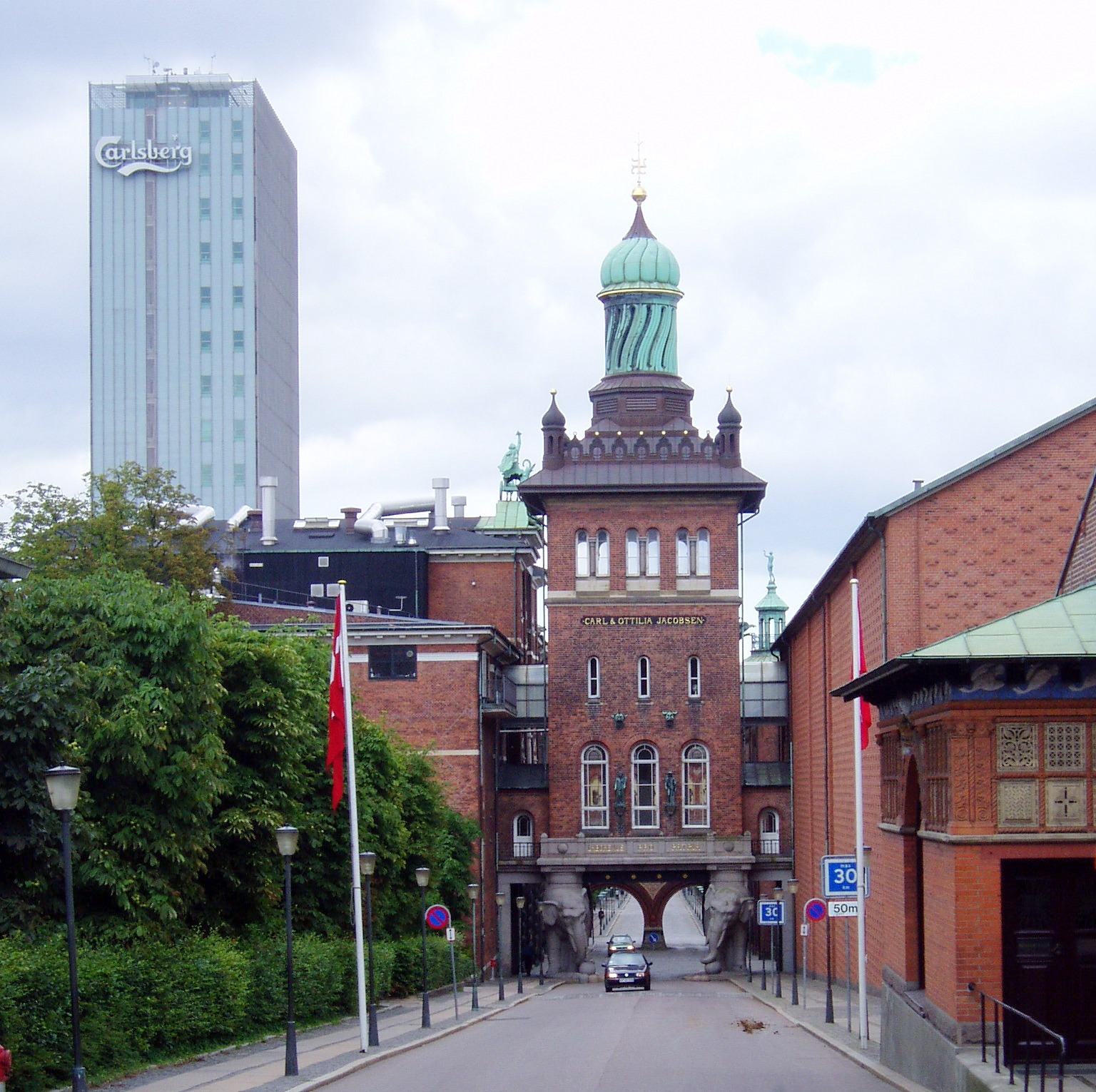
Carlsberg (brouwerij), Olifantspoort
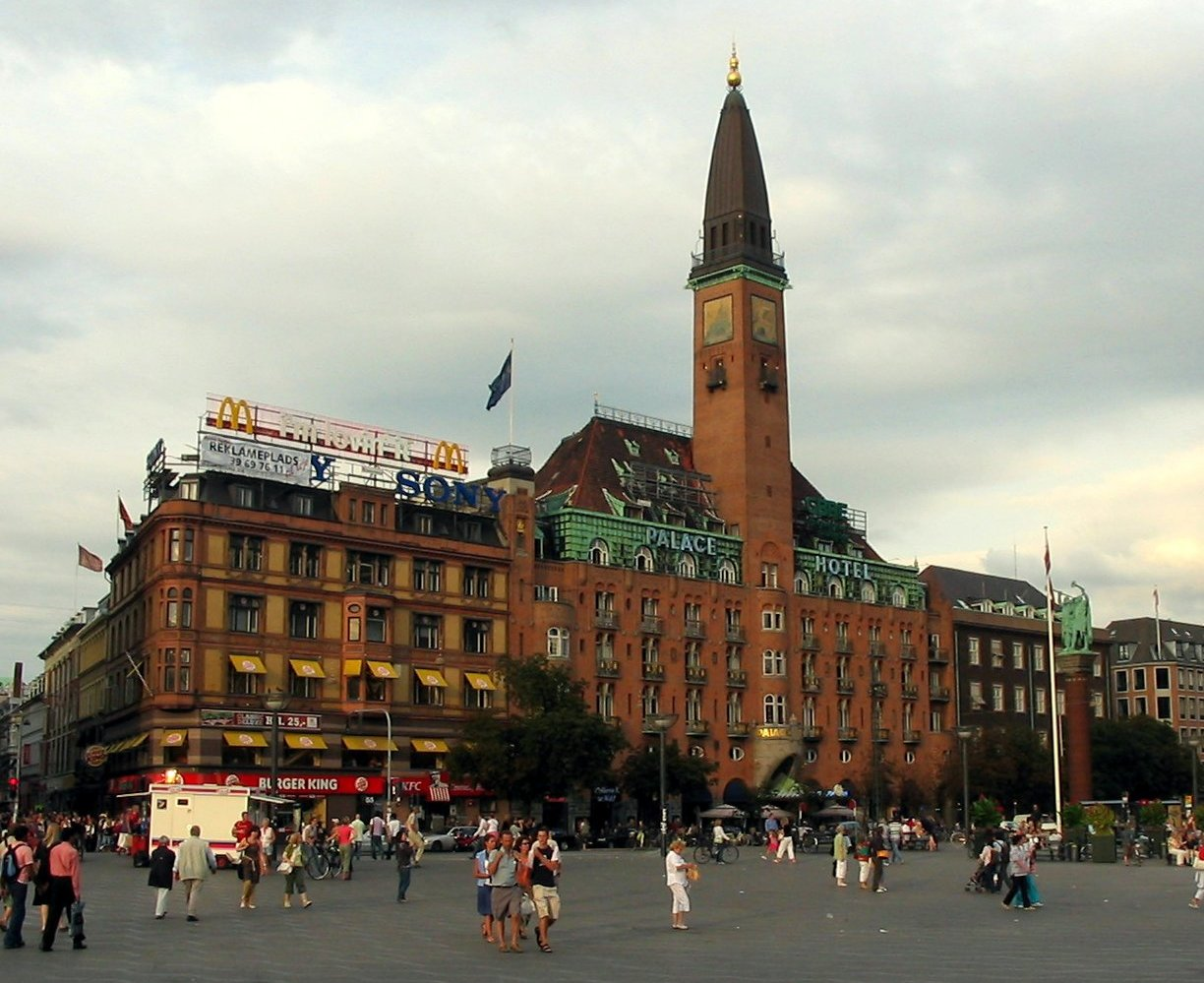
Palace Hotel
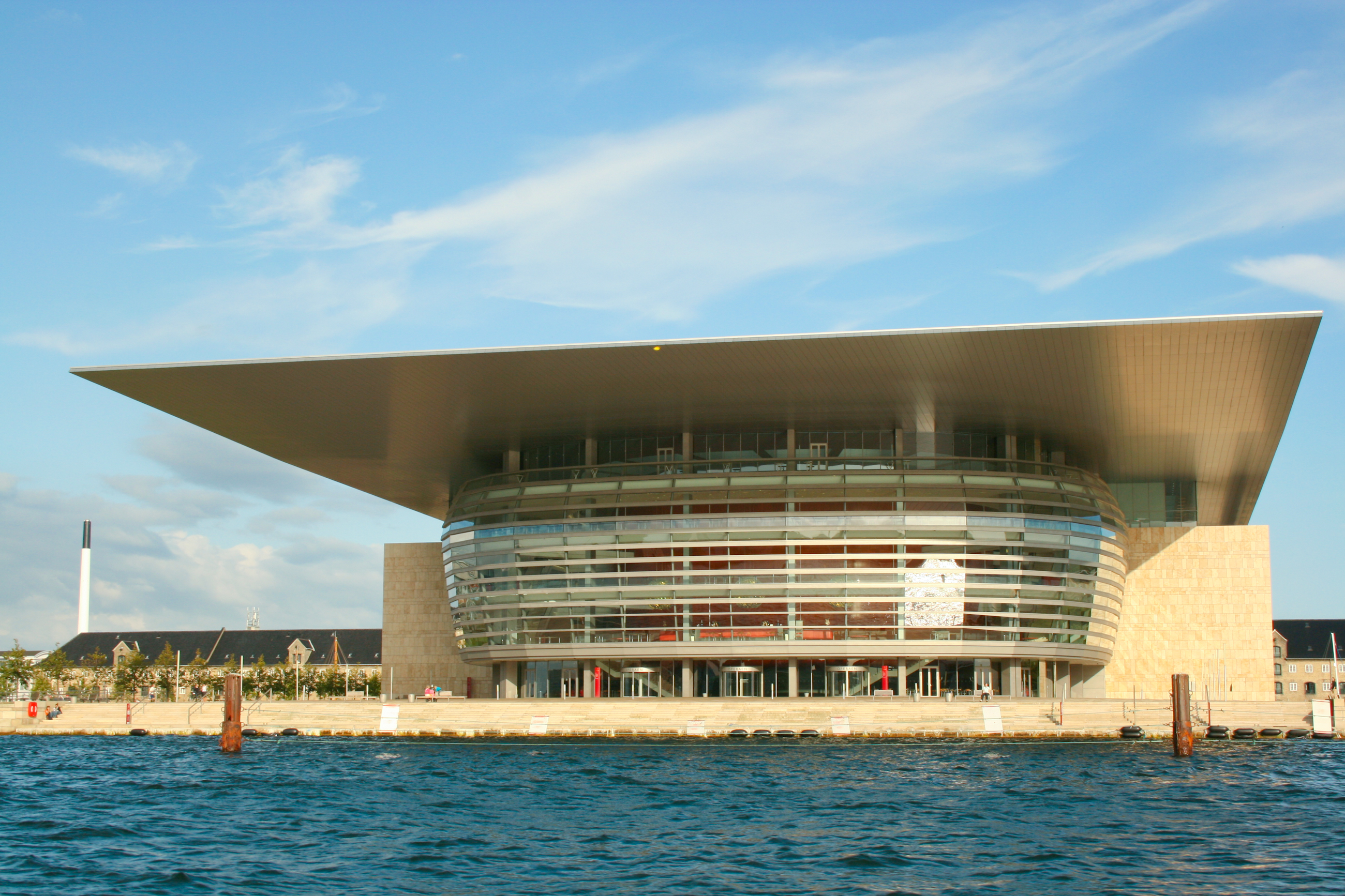
Operagebouw van Kopenhagen
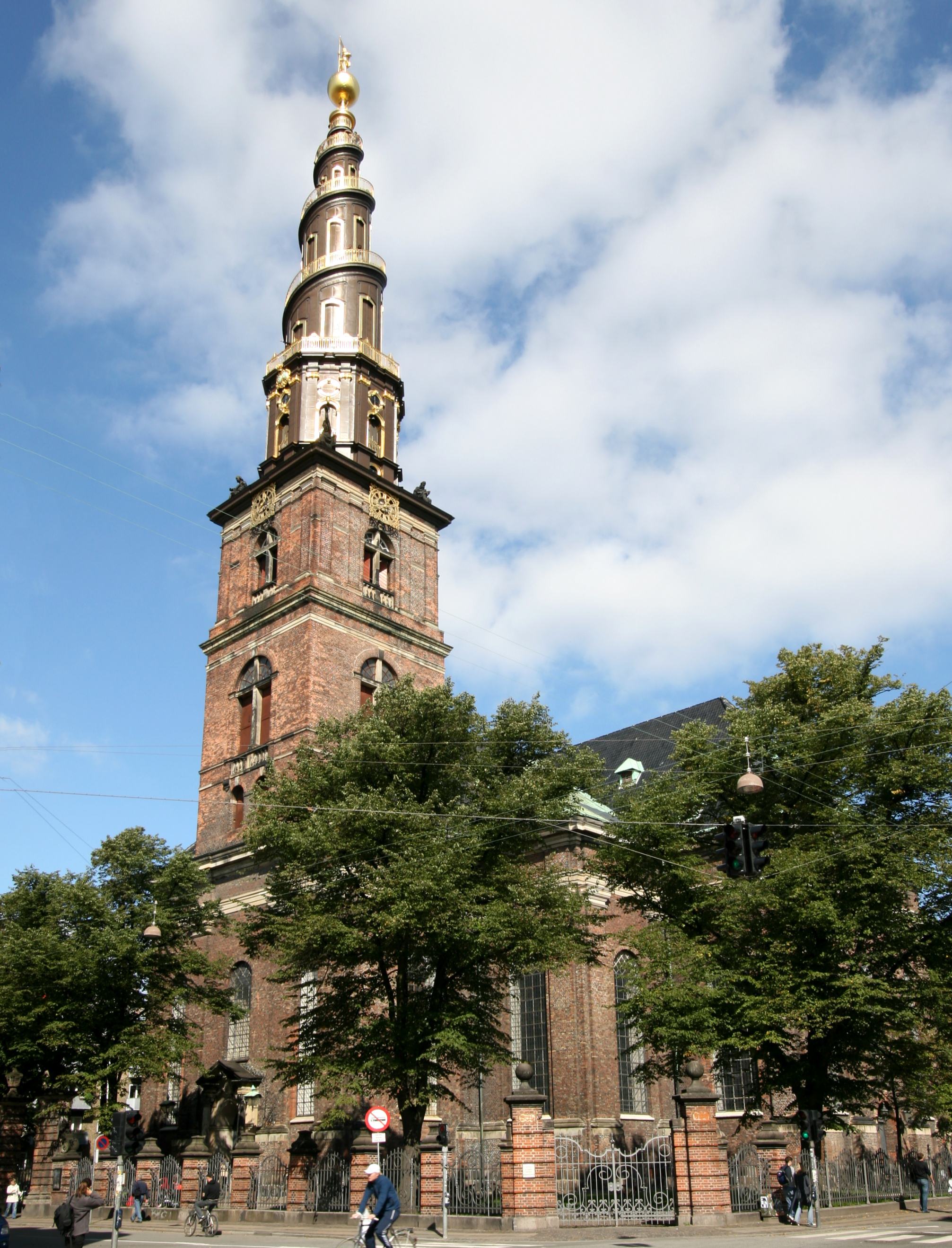
Vor Frelsers Kirke met gedraaide toren
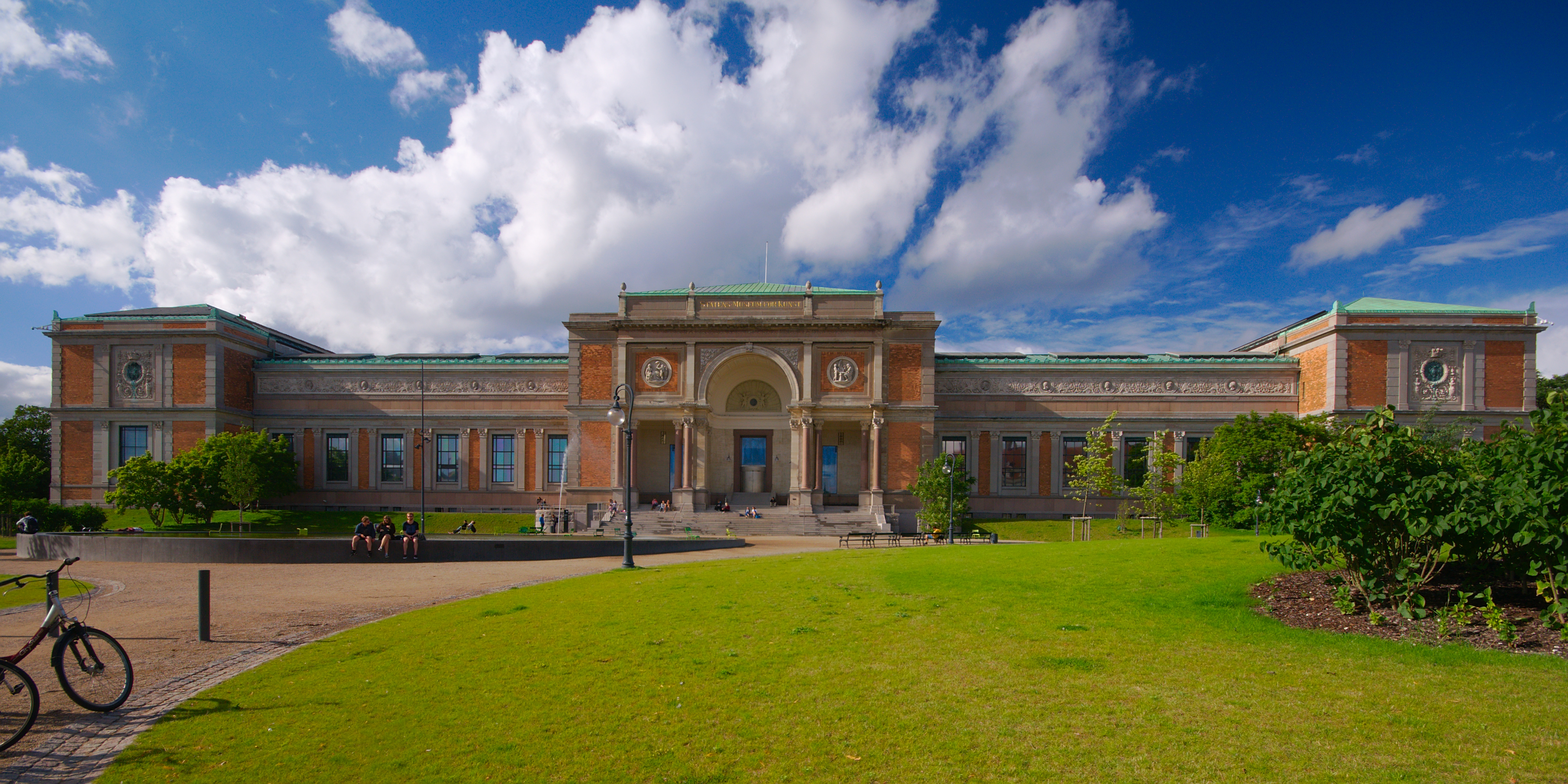
Statens Museum for Kunst